# Coppa di Francia 2011-2012
La Coppa di Francia 2011-2012 (in francese Coupe de France) è stata la 95ª edizione del torneo aperto a tutte le squadre di calcio francesi. La competizione è iniziata il 13 agosto 2011 ed è terminata il 28 aprile 2012. L'Olympique Lione ha vinto il trofeo per la quinta volta, battendo in finale il Quevilly.

## Regolamento
Potevano partecipare alla Coppa tutte le squadre francesi. Quelle che non fanno parte di Ligue 1 e Ligue 2 dovevano prendere parte ai turni di qualificazione regionali.

Ai primi due turni hanno partecipato solo le squadre delle serie inferiori. Le squadre di CFA 2 sono entrate nel torneo al terzo turno, quelle di CFA al quarto e quelle di Championnat National al quinto. Nel settimo turno sono entrate nel torneo le squadre di Ligue 2, mentre quelle di Ligue 1 hanno partecipato direttamente ai trentaduesimi di finale.

## Trentaduesimi di finale
Le partite si sono giocate tra il 6 e il 9 gennaio 2012.
| Squadra 1              | Risultato       | Squadra 2           |
| ---------------------- | --------------- | ------------------- |
| Tour d'Auvergne        | 0 - 0 (4-5 dtr) | Quevilly-Rouen      |
| Le Mans                | 0 - 2           | Valenciennes        |
| Versailles             | 1 - 5           | Digione             |
| Limoges                | 1 - 0           | Boulogne            |
| Marck                  | 0 - 2           | Nizza               |
| Chambly                | 0 - 1 (dts)     | Auxerre             |
| Bourg-Péronnas         | 2 - 1 (dts)     | Montceau Bourgogne  |
| Luçon                  | 2 - 1           | Avranches           |
| Sablé                  | 3 - 3 (4-2 dtr) | Sedan               |
| Niort                  | 2 - 0           | Brest               |
| Le Havre               | 4 - 3           | Lorient             |
| Compiègne              | 2 - 1 (dts)     | Montagnarde         |
| Vitré                  | 1 - 2           | Tours               |
| Orléans                | 0 - 0 (5-3 dtr) | Clermont Foot       |
| Cherbourg              | 1 - 2           | Châteauroux         |
| Valence                | 1 - 1 (7-6 dtr) | Laval               |
| Fréjus St-Raphaël      | 0 - 3           | Ajaccio             |
| Chantilly              | 0 - 6           | Lilla               |
| Saint-Étienne          | 1 - 1 (2-4 dtr) | Bordeaux            |
| Red Star               | 0 - 5           | Olympique Marsiglia |
| Bastia                 | 4 - 1           | Sochaux             |
| Caen                   | 2 - 4 (dts)     | Troyes              |
| Rennes                 | 3 - 0           | Nancy               |
| Thiers                 | 1 - 4           | Istres              |
| Drancy                 | 3 - 3 (4-2 dtr) | Strasburgo          |
| Gazélec Ajaccio        | 1 - 0           | Tolosa              |
| Lyon-La Duchère        | 1 - 3           | Olympique Lione     |
| Mulhouse               | 1 - 3           | Créteil-Lusitanos   |
| Metz                   | 2 - 2 (3-5 dtr) | Évian TG            |
| Saint-Colomban Locminé | 1 - 2           | Paris Saint-Germain |
| Prix-lès-Mézières      | 0 - 4           | Montpellier         |
| Angers                 | 4 - 3           | Monaco              |

## Sedicesimi di finale
Le partite si sono giocate tra il 21 e il 23 gennaio 2012.
| Squadra 1           | Risultato       | Squadra 2           |
| ------------------- | --------------- | ------------------- |
| Valence             | 0 - 2           | Évian TG            |
| Digione             | 2 - 1           | Istres              |
| Olympique Marsiglia | 3 - 1(dts)      | Le Havre            |
| Limoges             | 0 - 2           | Drancy              |
| Sablé               | 0 - 4           | Paris Saint-Germain |
| Nizza               | 0 - 0 (4-5 dcr) | Rennes              |
| Niort               | 1 - 2           | Orléans             |
| Valenciennes        | 3 - 1           | Bastia              |
| Auxerre             | 1 - 2           | Châteauroux         |
| Luçon               | 0 - 2           | Olympique Lione     |
| Gazélec Ajaccio     | 1 - 0           | Troyes              |
| Bourg-Péronnas      | 3 - 2 (dts)     | Ajaccio             |
| Compiègne           | 0 - 1 (dts)     | Lilla               |
| Créteil-Lusitanos   | 2 - 2 (1-2 dcr) | Bordeaux            |
| Tours               | 0 - 1           | Montpellier         |
| Quevilly-Rouen      | 1 - 0           | Angers              |

## Ottavi di finale
Le partite si sono giocate tra il 7 e il 21 febbraio 2012.
| Squadra 1           | Risultato   | Squadra 2           |
| ------------------- | ----------- | ------------------- |
| Gazélec Ajaccio     | 2 - 0       | Drancy              |
| Rennes              | 3 - 2       | Évian TG            |
| Châteauroux         | 0 - 2       | Montpellier         |
| Digione             | 0 - 1       | Paris Saint-Germain |
| Olympique Lione     | 3 - 1 (dts) | Bordeaux            |
| Valenciennes        | 2 - 1       | Lilla               |
| Quevilly-Rouen      | 2 - 0 (dts) | Orléans             |
| Olympique Marsiglia | 3 - 1       | Bourg-Péronnas      |

## Quarti di finale
| Squadra 1           | Risultato | Squadra 2           |
| ------------------- | --------- | ------------------- |
| Quevilly-Rouen      | 3 - 2     | Olympique Marsiglia |
| Gazélec Ajaccio     | 1 - 0     | Montpellier         |
| Valenciennes        | 1 - 3     | Rennes              |
| Paris Saint-Germain | 1 - 3     | Olympique Lione     |

| Arbitro: | Jean-Charles Cailleux |

|                            |           |               |
| Valero 6’ Ayina 111’, 118’ | Marcatori | 85’ 113’ Rémy |

| Arbitro: | Antony Gautier |

|               |           |  |
| Bocognano 75’ | Marcatori |  |

| Arbitro: | Laurent Duhamel |

|             |           |                                 |
| Samassa 32’ | Marcatori | 12’ Pitroipa 54’ Boye 87’ Hadji |

| Arbitro: | Clément Turpin |

|                 |           |                                            |
| Nenê 19’ (rig.) | Marcatori | 25’ Källström 39’ López 90+2’ (rig.) Gomis |

## Semifinali
| Squadra 1       | Risultato | Squadra 2       |
| --------------- | --------- | --------------- |
| Gazélec Ajaccio | 0 - 4     | Olympique Lione |
| Quevilly-Rouen  | 2 - 1     | Rennes          |

| Arbitro: | Saïd Ennjimi |

|  |           |                                               |
|  | Marcatori | 59’ Lacazette 73’ López 80’ Grenier 90’ Gomis |

| Arbitro: | Tony Chapron |

|                        |           |          |
| Herouat 62’ Laup 90+3’ | Marcatori | 8’ Féret |

## Finale
| Squadra 1       | Risultato | Squadra 2      |
| --------------- | --------- | -------------- |
| Olympique Lione | 1 - 0     | Quevilly-Rouen |

| Arbitro: | Hervé Piccirillo |

|           |           |  |
| López 28’ | Marcatori |  |